# Museo del Ejército de Liberación Popular

El Museo del Ejército de Liberación Popular (en árabe: متحف جیش التحریر الشعبی‎) está situado en Rabuni, en los campos de refugiados de la provincia de Tinduf, en el suroeste de Argelia. En dicho sitio se encuentra algunas armas utilizada por el Ejército de Liberación Popular Saharaui durante la guerra del Sahara Occidental contra Marruecos y Mauritania. 

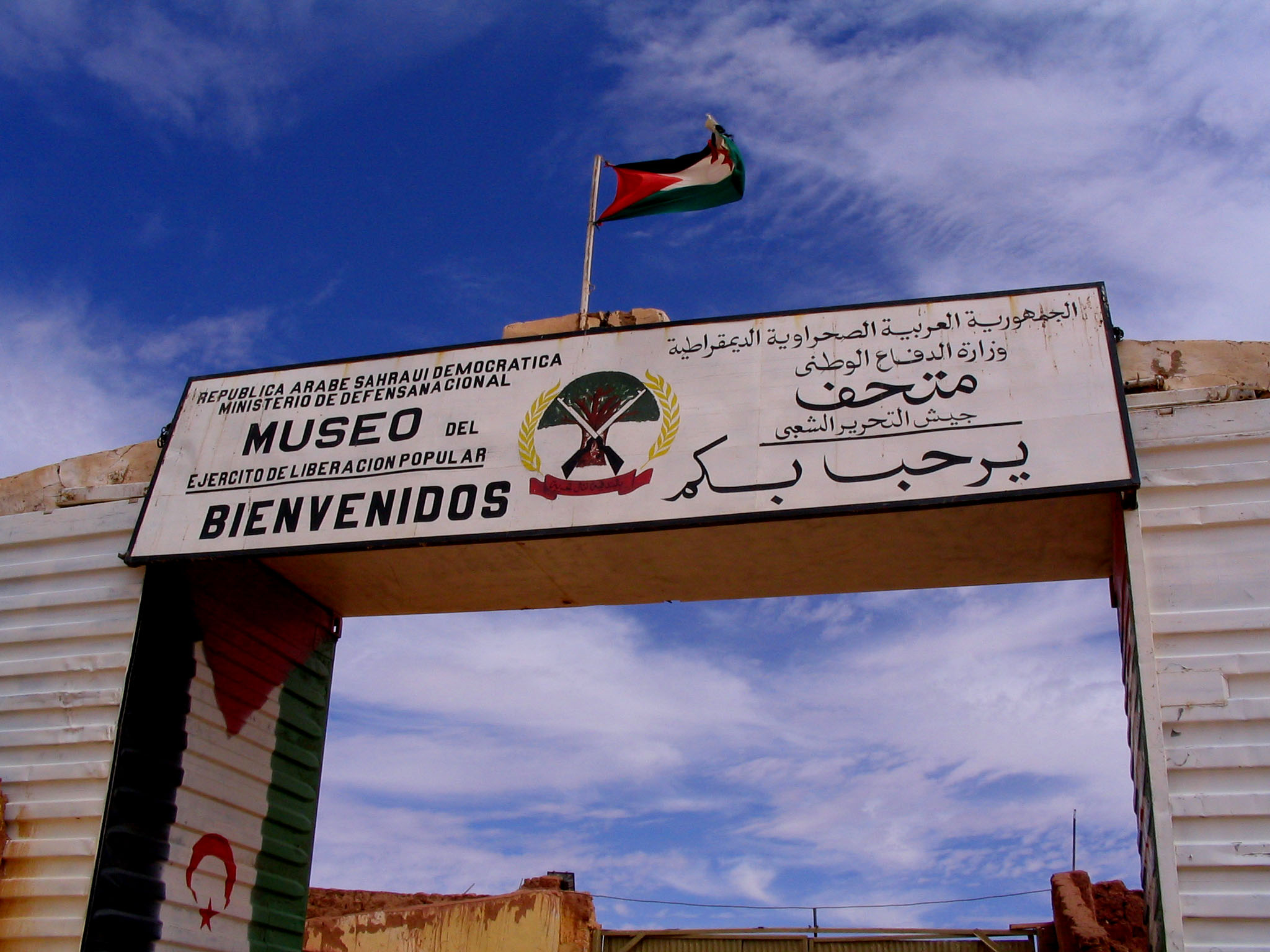
Museo del Ejército de Liberación Popular.

## Descripción
Este museo está dedicado a la lucha por la independencia del pueblo saharaui. En él se exponen las armas, vehículos y uniformes utilizados así como abundante documentación histórica.
Actualmente es también la sede del gobierno de la República Árabe Saharaui Democrática.